# الآلة تتوقف
الآلة تتوقف (بالإنجليزية: The Machine Stops)‏ هي قصة خيال علمي قصيرة (12,300 كلمة) بقلم الكاتب إي. إم. فورستر. نشرت القصة أول مرة في جريدة أكسفورد أند كامبريدج ريفيو في نوفمبر 1909، وأعيد نشرها في كتاب فورستر «اللحظة الأبدية وقصص أخرى» في عام 1928. وتم التصويت لها بأنها إحدى أفضل القصص القصيرة حتى عام 1965، وأدرجت في نفس العام في كتاب المختارات «قصص قصيرة حديثة». وفي عام 1973 أدرجت أيضا في كتاب «قاعة مشاهير الخيال العلمي، المجلد الثاني». تبرز القصة بشكل خاص بتنبؤاتها التكنولوجية الجديدة مثل التلفزيون والإنترنت.
تدور القصة في عالم ما بعد الدمار حيث يعيش البشر تحت الأرض لأن السطح غير قابل للحياة، وهم يعتمدون في حياتهم على آلة ضخمة توفر كل احتياجاتهم.

## القصة
تصف القصة عالما يفقد فيه معظم البشر القدرة على العيش على سطح الأرض. كل فرد يعيش الآن في عزلة تحت الأرض في «خلية» محددة، ويتم توفير كل الاحتياجات الجسدية والروحية من قبل آلة عالمية تتحكم بكل شيء. يسمح بالسفر ولكن الناس لا يحبون السفر أو يعتبرونه ضروريا. يتم إجراء الاتصالات عبر آلة تصويرية تسمى «جهاز النطق»، حيث يقوم الناس بنشاطهم الوحيد: تبادل الأفكار والمعرفة.
هناك شخصيتان رئيسيتان في الرواية، هما امرأة تدعى فاشتي وابنها كونو، يعيشون على طرفين نقيضين من العالم. فاشتي راضية بحياتها، ومثل معظم سكان العالم، وفهي تمضي وقتها بمناقشة الأفكار المستهلكة. أما كونو فهو شهواني ومتمرد. ويحاول إقناع فاشتي المترددة بالسفر والمجيء إلى خليته. وهناك يخبرها أنها لم يعد يؤمن بهذه الدنيا الميكانيكية.
كما قال لها سرا أنه زار سطح الأرض دون إذن وأنه رأى غيره من البشر الذين يعيشون خارج عالم الآلة. إلا أن الآلة تمكنت من الإمساك به مجددا وهددته بالتشريد، أي الطرد من تحت الأرض والموت على سطح الأرض. إلا فاشتي، ومع ذلك، لم تصدق ابنها واعتبرته مجنونا وعادت إلى الجزء الذي تعيش فيه من العالم.
تواصل فاشتي روتين حياتها اليومية، إلا أن هناك حدثان مهمان حصلا في القصة. أولا، يتم إلغاء جهاز دعم الحياة اللازم لزيارة العالم الخارجي. ويرحب الكثيرون بهذا التطور، إذ أنهم متخوفون من يجرب الأمر من يرغب فيه. ثانيا، فإن الدين يظهر مجددا بين الناس، حيث أن الآلة أصبحت هي موضع العبادة. وينسى الناس أن البشر هم من صنعوا الآلة، ويتعاملون معها على أنها كيان روحي تسبق حاجاتها حاجاتهم. كما ينظر إلى أولئك الذين لا يقبلون بالآلة كإله على أنهم منحرفون ويتم تهديدهم بالتشريد. ولاحقا يبدأ الجهاز التي يتولى إصلاح الآلة بالعطب، ولكن يتم رفض هذه المخاوف لما للآلة من مقدرة وقوة مزعومين.
خلال هذا الوقت، يتم نقل كونو إلى خلية بالقرب من فاشتي. وقال أنه يعتقد بأن آلة تنهار، ويقول لها بغموض «الآلة تتوقف». تواصل فاشتي حياتها الطبيعية، إلا أن العيوب تبدأ في الظهور في الآلة. في البداية، يتقبل البشر تدهور الآلة على أنه نزوة منها، حيث يصبحون وقتها خاضعين لها بالكامل، ولكن الوضع يستمر في التدهور، إذ أن معرفة كيفية إصلاح الآلة قد ضاعت مع الزمن.
وفي النهاية تنهار الآلة ويحل بها الدمار المفاجئ وتنتهي معها الحضارة. يأتي كونو إلى خلية فاشتي المدمرة، ويدركان قبل وفاتهما أن الأهم في الدنيا هو الإنسان وعلاقته مع العالم الطبيعي، وأن المهمة الآن تقع على عاتق سكان السطح لإعادة بناء الجنس البشري ومنع تكرار خطأ الآلة.

## المواضيع
كتب فورستر في مقدمة «قصص قصيرة مجمعة» (1947)، أن «الآلة تتوقف هي رد على كتابات هربرت جورج ويلز المتفائلة». ورغم أن قصص ويلز ليست كلها متفائلة بشأن المستقبل، وإن هذا يشير إلى شعور فورستر بالقلق إزاء اعتماد البشر المتزايد على التكنولوجيا.

## الاقتباسات
عرض اقتباس تلفزيوني من إخراج فيليب سافيل في المملكة المتحدة في 6 أكتوبر عام 1966 م كجزء من مسلسل مختارات الخيال العلمي «من خارج المجهول» Out of the Unknown.
عرض الكاتب المسرحي إريك كوبل اقتباسا مسرحيا 2004 وعرض على الراديو في 16 نوفمبر 2007 على محطة WCPN 90.3 FM في كليفلاند، أوهايو.
بثت بي بي سي راديو 4 اقتباس غريغوري نورمينتون بشكل مسرحية إذاعية.
«TMS: آلة توقف» اقتباس على شكل هو رواية تصويرية مسلسلة من تأليف مايكل لينت برسوم مارك رينيه، ونشرت من قبل ألترنا كوميكس في فبراير 2014.
نشرت مجلة ماد ماغازين في عددها الأول (أكتوبر ونوفمبر، 1952) قصة بعنوان «الفقاعة» من سبع صفحات وبرسوم والاس وود حول اثنين من سكان العالم سنة 1,000,000 م يناقشون تاريخ الإنسان وتطوره إلى «فقاعات» ويعتمدون كليا على الآلة. ثم تنهار الآلة بشكل مفاجئ، بشكل يستقي من قصة «الآلة تتوقف».

## أعمال مشتقة
قصة ستيفن باكستر «شركة الأرض الزجاجية»، والتي تشير صراحة إلى قصة «الآلة تتوقف»، وأدخلها في كتاب Phase Space.
أغنية «الآلة توقف» للفرقة ليفيل 42 تتكلم عن الأفكار داخل عقل كونو.
فيلم THX-1138 للمخرج جورج لوكاس (1971)، ورواية هروب لوغان (1967) بقلم وليام نولان وجورج كلايتون جونسون، تحمل عدة أوجه تشابه مع «الآلة تتوقف».

## قراءات أخرى
- Seegert, Alf (2010), "Technology and the Fleshly Interface in E.M. Forster's 'The Machine Stops'", Journal of Ecocriticism 2: 1.
- Napier، Susan J. (نوفمبر 2002). "When the Machines Stop: Fantasy, Reality, and Terminal Identity in Neon Genesis Evangelion and Serial Experiments Lain". Science Fiction Studies. ج. 29 ع. 88: 418–435. ISSN 00917729. مؤرشف من الأصل في 2019-06-26. اطلع عليه بتاريخ 2007-05-04.
- Pordzik, Ralph. 2010. Closet fantasies and the future of desire in E. M. Forster's "The Machine Stops". English Literature in Transition 1880–1920 53, no. 1 (Winter): 54–74. دُوِي:10.2487/elt.53.1(2010)0052

## وصلات خارجية
- الآلة تتوقف على موقع الموسوعة البريطانية (الإنجليزية)
- القصة مسجلة بالكامل بالإنجليزية على موقع ليبرفوكس
- اقتباس مرسوم من قبل فرايز براذرز
- اقتباس عن قصة الآلة تتوقف على مسلسل الخيال العلمي البريطاني Out of the Unknown في 6 أكتوبر 1966 . (50:38)
- The Machine Stops by E.M. Forster (1909) نص على الإنترنت